# Армія «Схід»

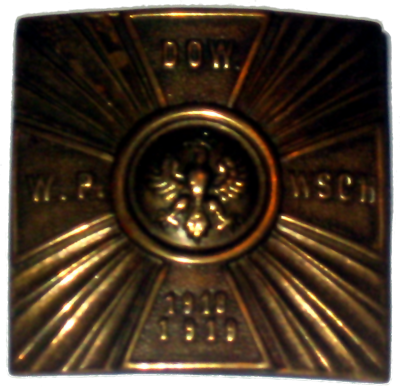
Відзнака командування Війська Польського «Схід» 1918-1919 рр.

Головне командування польських військ у Східній Галичині (пол. Naczelne Dowództwo Wojsk Polskich w Galicji Wschodniej), неофіційно: Армія «Схід» (пол. Armia „Wschód”), Командування «Схід» (пол. Dowództwo „Wschód”) — оперативне з'єднання Війська Польського, утворене в листопаді 1918 року для потреб польсько-української війни.
Армія мала власну відзнаку — Хрест Армії «Схід».

## Історія
17 листопада 1918 року армію очолив генерал Тадеуш Розвадовський. Він організував штаб армії, куди ввійшли досвідчені та добре підготовлені офіцери як з австрійської армії, так і з Легіонів. Співорганізатором армії «Схід» був полковник Владислав Сікорський, який, побоюючись помсти людей Пілсудського (що звинувачували його в агентурній діяльності на користь австрійців), прийняв пропозицію Розвадовського обійняти посаду головного квартирмейстра. 
Головне командування польських військ у Східній Галичині складалося з двох відділень: оперативного (включно зі штабом) та квартирмейстерського. Організацію командування та особовий склад регулювали накази генерала Розвадовського.
Армія «Схід» вела бої за Східну Галичину з частинами УГА. Після зняття облоги Львова в березні 1919 р. на посаді командувача армії Розвадовського змінив генерал Вацлав Івашкевич-Рудошанський.
Після вдалого наступу на позиції Української Галицької Армії у травні 1919 р. Головне командування польських військ вирішило об’єднати армію «Схід» із Волинським фронтом в один Галицько-Волинський фронт, оскільки воно вважало польсько-українську війну за фактично виграну (українці контролювали тільки невелику смугу, обмежену Збручем, Дністром і захопленим поляками Чортковом).